# مناورة كوخر
مناورة كوخر هي مناورة جراحية لكشف الأعضاء خلف البريتون وراء الاثنا عشر والبنكرياس، تستخدم غالباً لإيقاف النزيف من الوريد الأجوف السفلي أو الشريان الأورطي، أو لتسهيل استئصال ورم بنكرياسي. تُسمى المناورة باسم الجراح الفائز بجائزة نوبل د. تيودور كوخر.
يتم شق البريتون عند الحافة اليمنى للاثنا عشر، ويتم عكس الاثنا عشر ورأس البنكرياس إلى الاتجاه المقابل، أي إلى اليسار.
كذلك فإنه اسم لمناورة تستخدم لتقليل الخلع الأمامي للكتف عن طريق عمل دوران خارجي للكتف، ثم تقريب الذراع وتدويره للداخل.

## روابط خارجية
- The incidence of tumours in the pancreatic head ...